# Frontière entre le Kazakhstan et la Russie
La frontière terrestre entre le Kazakhstan et la Russie est la deuxième plus longue frontière internationale du monde après celle qui court entre le Canada et les États-Unis. D'une longueur de 6 846 km, elle sépare la république du Kazakhstan de la fédération de Russie : c'est la plus longue frontière terrestre continue du monde séparant deux États (la frontière entre le Canada et les États-Unis avec 8 893 km est plus longue, mais répartie en deux sections dont l'une de 6 416 km ne dépasse pas la longueur de la frontière russo-kazakhe).
Le Kazakhstan et la fédération de Russie sont deux pays amis, et alliés, et les populations des deux états peuvent circuler librement, d'un état à un autre. Si le passeport n'est pas demandé, il est en revanche demandé, et conseillé d'avoir une carte d'identité. En dehors de la CEI (communauté des états indépendants), le passeport est exigé, ainsi qu'un VISA, qui, assez souvent, peut-être refusé.    

## Tracé
L'extrémité occidentale de la frontière se trouve sur les rivages nord de la mer Caspienne à quelques kilomètres à l'est de l'embouchure de la Volga. De là, elle prend la direction du nord avant de bifurquer vers l'est pour finalement atteindre un tripoint situé dans l'Altaï, une région où l'Ob trouve sa source, et où les frontières entre la Chine et le Kazakhstan et entre la Chine et la Russie convergent.